# Александрия (Ульяновская область)
Александри́я — деревня в Сурском районе Ульяновской области. Административно подчинена Чеботаевскому сельскому поселению.

## Географическое положение
Расположена в 39 км к востоку от районного центра — рабочего посёлка Сурское. Вблизи расположена деревня Богдановка. Рядом с деревней находится большой лесной массив.

### Административно-территориальное подчинение
В разное время: 

в составе Архангельской волости Буинского уезда Симбирской губернии (до 1924 года), Ульяновской губернии (до 1928 года); 

Архангельского сельского Совета Астрадамовского района Средневолжского края (до 1935 года), Сурского района Средневолжского края, Сурского района Куйбышевского края (до 1936 года), Сурского района Куйбышевской области, Астрадамовского района Куйбышевской области; 

Архангельского сельского совета Ульяновской области, Архангельского сельского поселения, Чеботаевского сельского поселения Ульяновской области.

## История
В 1811 году деревню Конкино (с прилегающими к нему землями) у его владельца, Владимира Михайловича Е́сипова, купил Ива́н Нефе́дьевич (Нефедович) Пашке́вич (в 1816 году — коллежский асессор). 3 февраля 1811 года уездный суд определил ввести Пашкевича во владение купленным им имением. 

Позже (до 1816 года) Пашкевич купил землю у брата В. М. Есипова — Николая Михайловича — и расширил свои владения. Для удобства обработки земель И. Н. Пашкевич выселил крестьян из Конкино на новое место, новой деревне дал название Александрия в честь своей родственницы Александры. В 1816 году после смерти И. Н. Пашкевича наследницей его состояния становится Александра Николаевна Пашкевич (Паскевичева, Пашкевичева:621), опекун при ней — её мать, Евдокия (Авдотья) Ивановна Пашкевич. Дмитриев М. А. в своих мемуарах описал Александру как «дочь одной небогатой вдовы»:211. 

В 1823 или 1824 году Александра Николаевна вышла замуж за Рогачёва Фёдора (Феодора) Петровича, участника Отечественной войны 1812 года, полковника, члена Симбирской комиссариатской комиссии:211.

В 1850 году на средства Рогачевых в селе Конкино (Архангельское) была построена деревянная двухпрестольная церковь с главным престолом в честь Архистратига Божия Михаила, прихожанами которой были и жители Александрии.
После победы Великой октябрьской революции и установления Советской власти жители деревни объединились в сельскохозяйственную артель им. Молотова, которая до 1930-х годов была преобразована в колхоз им. Молотова, а в 1943 году вошла в состав колхоза «Россия» Архангельского сельского совета.
По состоянию на 1927 год в деревне работала школа I ступени.

### Прежние названия
На «Топографической межевой карте Симбирской губернии (1859—1861)» А. И. Менде деревня обозначена как Александровка.

## Население
| 2010 |
| ---- |
| 3    |

По сведениям 1859 года во владельческой деревне Александрия (при вершине ключа Белого) в 23 дворах проживало 212 крестьян (104 мужчины, 108 женщин). Жители занимались изготовлением мочал и лубков («Симбирские губернские ведомости 1863 года»).
По данным всеобщей переписи населения 1897 года в сельце Александрия (при ключе Студёном) Архангельской волости Буинского уезда насчитывалось 52 двора, 178 мужчин и 168 женщин, русских.
В 1900 году в сельце Александрия (при ключе Студёном) в 46 дворах 157 мужчин, 142 женщины, русских.
В 1911 году в Александрии было 62 двора и 401 житель (201 мужчина, 200 женщин; бывшие помещичьи крестьяне Рогачёва).
В 1913 году в сельце Александрия было 62 двора и 410 жителей.
Согласно Переписи населения 1926 года в деревне Александрия (при ключе Студёном) Копыловского сельского совета Астрадамовской волости Ульяновского уезда Ульяновской губернии насчитывалось 80 домохозяйств, русских, проживало 398 человек: 171 мужчина и 227 женщин.
В 1930 году в деревне Александрия Архангельского сельского совета Сурского района Средне-Волжского края было 80 дворов и 491 житель.
В 1996 году населения — 23 человека, русские.
В 2002 году численность жителей — 15 человек.
По данным Всероссийской переписи населения 2002 года численно преобладающая национальность Александрии — русские (53 %), остальные жители — чуваши (47 %).

## Инфраструктура
Деревня является отделением ТОО «Россия» (бывший колхоз «Россия»), центральная усадьба товарищества находится в селе Архангельское.